# Liste von Universitäten in Rom
Rom ist Standort vieler Universitäten und Hochschulen, die hier aufgelistet sind. Neben staatlichen italienischen Einrichtungen und Privatuniversitäten gibt es zahlreiche Päpstliche Universitäten und Institute in der Stadt, die nach den Lateranverträgen rechtlich zur souveränen Vatikanstadt gehören, auch wenn sie außerhalb deren Territoriums liegen. Einige Päpstliche Hochschulen werden als Ordensuniversitäten von bestimmten Ordensgemeinschaften geführt.

## Staatliche Universitäten
- Universität La Sapienza
- Universität Tor Vergata
- Universität Rom III
- Universität Foro Italico

## Private Universitäten
- Libera Università Internazionale degli Studi Sociali (LUISS), Schwerpunkt auf Sozialwissenschaften
- John Cabot University, Unterrichtssprache Englisch
- Link Campus University (Ausgründung aus Malta)
- Libera Università Leonardo da Vinci (LULV)
- Libera Università degli Studi Per l’Innovazione e le Organizzazioni (UNINT; ehemals LUSPIO)
- Università popolare (UPTER), italienweit in sozialistischer Tradition gegründete Volkshochschule
- Istituto Superiore di Studi e ricerca per l’Assistenza Sociale e sanitaria (I.S.S.A.S.)
- Istituto Lorenzo de’ Medici (Zweigstelle von Florenzer Schule für Sprache und Kultur)
- John Felice Rome Center (jesuitische US-Universität)
- American University of Rome
- Touro College Rome (US-College für hebräische Kultur)

### Katholische Universitäten
- Università Europea di Roma, Hochschule der Legionäre Christi
- Università Cattolica del Sacro Cuore (Zweigstelle der Mailänder Hochschule)
- Freie Universität Maria Himmelfahrt (ital. Libera Università Maria Santissima Assunta, LUMSA)
- Università Campus Bio-Medico (private Poliklinik und medizinische Hochschule des Opus Dei)

### Fern und Online-Universitäten
- Università degli Studi „Guglielmo Marconi“, Fernuniversität
- Fernuniversität Universitas Mercatorum, Fernuniversität
- Università degli Studi Niccolò Cusano, Online-Universität

## Päpstliche Universitäten und Hochschulen
- Päpstliche Universität Antonianum (ital. Pontificia Università Antonianum), Hochschule der Franziskaner
- Päpstliche Universität Auxilium (ital. Pontificia facoltà di scienze dell’educazione Auxilium), Hochschule für Erziehungswissenschaften
- Päpstliche Universität Gregoriana (ital. Pontificia Università Gregoriana), Hochschule der Jesuiten
- Päpstliche Lateranuniversität (ital. Pontificia Università Lateranense), Hochschule der Diözese Rom
  - Päpstliches Institut für Pastoraldienst Redemptor Hominis (ital. Pontificio Istituto Pastorale Redemptor Hominis)
  - Päpstliche Akademie Alfonsiana (ital. Pontificia Accademia Alfonsiana), Hochschule für Moraltheologie der Redemptoristen
  - Päpstliches Institut der Theologie des geweihten Lebens „Claretianum“ (ital. L’Istituto Pontificio di Teologia della Vita Consacrata Claretianum), Claretiner
- Päpstliche Universität der Salesianer (ital. Università Pontificia Salesiana), Hochschule der Salesianer Don Boscos
  - Fakultät für christliche und klassische Literaturwissenschaften (ital. Facoltà di Lettere Cristiane e Classiche/Pontificio Istituto Superiore di Latinità), bei den Salesianern
- Päpstliche Universität Santa Croce (ital. Pontificia Università della Santa Croce, PUSC), Hochschule des Opus Dei
- Päpstliche Universität Heiliger Thomas von Aquin (ital. Pontificia Università San Tommaso d’Aquino, kurz Angelicum), Hochschule der Dominikaner
- Päpstliche Universität Urbaniana (ital. Pontificia Università Urbaniana), Hochschule des Dikasteriums für die Evangelisierung der Völker
- Päpstliches Athenaeum Sant’Anselmo (ital. Pontificio Ateneo Sant’Anselmo), Hochschule der Benediktiner
- Päpstliches Athenaeum Regina Apostolorum (ital. Pontificio Ateneo Regina Apostolorum), Hochschule der Legionäre Christi
- Päpstliche Theologische Fakultät „Marianum“ (ital. Pontificia Facoltà Teologica Marianum), Hochschule der Serviten
- Päpstliche Theologische Fakultät San Bonaventura (ital. Pontificia Facoltà Teologica S. Bonaventura), Seraphicum, Hochschule der Franziskaner
- Päpstliche Theologische Fakultät Teresianum (ital. Pontificia Facoltà Teologica Teresianum), Hochschule der Unbeschuhten Karmeliten
- Päpstliches Bibelinstitut (ital. Pontificio Istituto Biblico), der Päpstlichen Universität Gregoriana angegliedert
- Päpstliches Orientalisches Institut (ital. Pontificio Istituto Orientale), der Päpstlichen Universität Gregoriana angegliedert
- Päpstliches Patristisches Institut Augustinianum (ital. Pontificio Istituto Patristico Augustinianum), Augustiner, der Päpstlichen Lateranuniversität angegliedert
- Päpstliches Theologisches Institut Johannes Paul II. für Ehe- und Familienwissenschaften (ital. Pontificio Istituto Giovanni Paolo II), der Päpstlichen Lateranuniversität angegliedert
- Päpstliches Institut für Arabische und Islamische Studien (ital. Pontificio Istituto di Studi Arabi e d’Islamistica), Weiße Väter, Leitung durch das Dikasterium für die Kultur und die Bildung
- Päpstliche Diplomatenakademie (ital. Pontificia Ecclesiastica Academia)
- Vatikanische Schule für Paläografie, Diplomatik und Archivkunde (ital. Scuola Vaticana di Paleografia, Diplomatica e Archivistica)

sowie folgende Päpstliche Priesterseminare:
- Päpstliches Brasilianisches Pius-Kolleg
- Päpstliches Deutsches Priesterkolleg beim Campo Santo Teutonico (deutschsprachig)
- Päpstliches Englisches Kolleg
- Päpstliches Französisches Priesterseminar
- Päpstliches Griechisches Kolleg vom Hl. Athanasius
- Päpstliches Institut Santa Maria dell’Anima (deutschsprachig)
- Päpstliches Kanadisches Kolleg
- Päpstliches Kolleg St. Ephräm (arabisch)
- Päpstliches Koreanisches Kolleg
- Päpstliches Kroatisches Kollegium vom Heiligen Hieronymus zu Rom
- Päpstliches Lombardisches Priesterseminar
- Päpstliches Maronitisches Kolleg
- Päpstliches Nordamerika-Kolleg
- Päpstliches Philippinisches Kolleg
- Päpstliches Portugiesisches Kolleg
- Päpstliches Römisches Priesterseminar
- Päpstliches Russisches Kolleg (Collegium Russicum, aufgelöst 2016)
- Päpstliches Schottisches Kolleg
- Päpstliches Spanisches Kolleg
- Päpstliches Tschechisches Priesterkolleg (Collegium Nepomucenum)
- Pontificio Seminario Romano Minore (Päpstliches Römisches Kleines Seminar)
- Pontificium Collegium Germanicum et Hungaricum (Priesterseminar der Jesuiten)